# Dipartimento di Téhini
Il dipartimento di Téhini è un dipartimento della Costa d'Avorio situato nella regione di Bounkani, distretto di Zanzan.
La popolazione censita nel 2014 era pari a 41.350 abitanti.
Il dipartimento è suddiviso nelle sottoprefetture di Gogo, Téhini e Tougbo.